# Ячменево (Псковская область)
Ячме́нево, ранее также Я́тсмани (эст. Jatsmani) — деревня в Печорском районе Псковской области России. Входит в состав сельского поселения «Круппская волость».
Относится к нулку Тсятски исторической области Сетумаа.

## География
Расположена на севере района в 7 км к северо-западу от волостного центра, деревни Крупп. В 1,5 км к юго-западу от деревни проходит граница РФ с Эстонией.

## Население
Численность населения деревни по состоянию на конец 2000 года составляла 15 жителей.
| 2001 | 2002 | 2010 |
| ---- | ---- | ---- |
| 15   | →15  | ↗17  |